# Selo, Žrelec
Selo (nemško Zell) je naselje v Občini Žrelec v Okraju Celovec-dežela na Koroškem v Avstriji.